# Markus Fauland
Markus Fauland (* 13. Jänner 1968 in Salzburg) ist ein österreichischer Politiker (FPÖ/BZÖ). Fauland war zwischen 2004 und 2006 Abgeordneter zum Österreichischen Nationalrat und war BZÖ-Bündniskoordinator.

## Ausbildung und Beruf
Markus Fauland besuchte zwischen 1974 und 1978 die Volksschule Walserfeld und im Anschluss das Bundesgymnasium Tanzenberg. 1982 wechselte er an das Naturwissenschaftliche Realgymnasium Salzburg, an dem er 1987 die Matura ablegte. 1987 leistete er seinen Präsenzdienst ab. Zwischen 1988 und 1993 studierte Fauland Rechtswissenschaften an der Universität Salzburg.
Fauland trat 1993 ins österreichische Bundesheer ein und war Leiter im Personalwesen der Luftraumüberwachung sowie Leiter der Öffentlichkeitsarbeit der Luftraumüberwachung.

## Politik
Markus Fauland war zwischen 1999 und 2006 Gemeinderat in Adnet und ab 1999 Bezirksparteiobmann-Stellvertreter der FPÖ Tennengau. Ab 2003 war er zudem ehrenamtlicher Landesparteisekretär der FPÖ Salzburg. Fauland zog am 7. Juli 2004 als Vertreter der FPÖ in den Nationalrat ein und schloss sich im Zuge der Spaltung der FPÖ dem BZÖ an. Am 29. Oktober 2006 schied er aus dem Nationalrat aus. Er war BZÖ-Sprecher für den öffentlichen Dienst, Sport und Landesverteidigung.

## Auszeichnungen
- Wehrdienstmedaille in Bronze
- Bundesheerdienstzeichen 2. Klasse
- Bundesheerdienstzeichen 3. Klasse